# Дурново Іван Миколайович
Іван Миколайович Дурново (рос. Иван Николаевич Дурново; нар. 4 (16) березня 1834, Чернігівська губернія, Російська імперія — пом. 29 травня (11 червня) 1903, Берлін) — російський державний діяч українського шляхетського походження.

## Життєпис
Народився в Чернігівській губернії в дворянській родини. Родовий маєток знаходився в селі Жукотки на Чернігівщині (3500 десятин землі).
З 1948 по 1853 роки навчався в Михайлівському артилерійському училищі (Санкт-Петербург, Росія).
Учасник Кримської війни. У складі загону генерал-лейтенанта Ф. І. Саймонова брав участь в облозі турецької фортеці Сілістрія. Нагороджений орденом Святої Анни IV ступеня «За хоробрість». Після закінчення війни вийшов у відставку та повернувся до Чернігівської губернії.
Став повітовим, а потім губернським (24.09.1862-16.11.1870) головою дворянства.
З 1863 року по 1870 рік — губернатор Чернігівської губернії. 30 жовтня 1866 року одружився з Леокадією Куровською (1842—1923), донькою доглядачки одного з виховного закладу Санкт-Петербурга. У шлюбі народилося двоє доньок: Надія (1869—1897) і Єлизавета (1867—1889).
З 16 жовтня 1870 року по 23 лютого 1882 року — губернатор Катеринославської губернії.

## Губернатор Катеринославської губернії
На цій посаді був 12 років, найбільше з усіх губернаторів Катеринославщини.
За його правління відбувається економічний розвиток всього регіону завдяки іноземному капіталу. При Дурново розпочато будівництво залізниці між Криворіжжям і Донбасом. Також збудовано міст через річку Дніпро в Катеринославі (Амурський міст). Приділяв велику увагу як сільському господарству, так і розвитку медичної справи на Катеринославщині.
В галузі освіти при Дурново відкрито Катеринославське реальне училище, Благодійне товариство, Комісія народних читань, Товариство піклування про жіночу освіту. Багато уваги приділяв народній освіті. У реальному училищі було засновано стипендію імені Дурново. У 1880 році дворянство й земство виділяє стипендію його імені для чоловіків класичної гімназії.
У 1875 році Дурново став Почесним громадянином відразу чотирьох міст: Павлограда, Ростова-на-Дону, Бахмутаі Луганська.

## Останні роки життя
1882 року — призначено товаришем (заступником) міністра внутрішніх справ Російської імперії Дмитра Толстого.
1888 рік — надано звання Почесний громадянин Катеринослава.
1895 року імператор Микола II призначив Івана Дурново головою Комітету міністрів. На цій посаді проведені контрреформи про: Земських начальників, Земські установи і Міське положення.
Помер 29 травня 1903 року у Вісбадені по дорозі до Берліну. Їхав на лікування. Похований у церкві Святого Духа Олександро-Невської лаври в Петербурзі. Дружина І. М. Дурново — Леокадія Олександрівна на двадцять років пережила свого чоловіка
і померла в еміграції в Салоніках 15 березня 1923 р.